# Héctor Daley
Héctor Daley (* 22. Oktober 1961) ist ein ehemaliger panamaischer Leichtathlet, der 1985 die erste Goldmedaille für Panama bei Südamerikameisterschaften gewann.

## Karriere
Bei den Südamerikameisterschaften 1979 in Bucaramanga gewann Daley, gerade 18 Jahre alt geworden, in 47,4 Sekunden Bronze im 400-Meter-Lauf und in 21,1 Sekunden Bronze im 200-Meter-Lauf, dies waren die ersten Medaillen für Panama bei Südamerikameisterschaften überhaupt. 1981 gewann Daley in 47,7 Sekunden und in 20,96 Sekunden ebenfalls zwei Bronzemedaillen, diesmal bei der Zentralamerika- und Karibikmeisterschaft. Bei den Südamerikameisterschaften 1981 in La Paz gewann er in 20,5 Sekunden die Silbermedaille hinter dem Brasilianer Paulo Correia. Bei den Weltmeisterschaften 1983 erreichte Daley auf beiden Strecken das Viertelfinale. Über 400 Meter verpasste er als Fünfter seines Laufs mit 0,03 Sekunden Rückstand auf den Briten Todd Bennett knapp das Halbfinale, über 200 Meter trat er nach Verletzung im Vorlauf nicht zum Viertelfinale an. 
Bei den Südamerikameisterschaften 1985 in Santiago de Chile gewann Daley den 400-Meter-Lauf in 46,06 Sekunden und war erster Südamerikameister seines Heimatlandes. Zwei Jahre später schied Daley bei den Weltmeisterschaften 1987 erneut als Fünfter im Viertelfinale über 400 Meter aus, hatte aber auf den viertplatzierten Australier Darren Clark fast eine halbe Sekunde Rückstand. Im Oktober 1987 konnte Daley bei den Südamerikameisterschaften 1987 in São Paulo seinen Titel über 400 Meter in neuem Meisterschaftsrekord von 45,80 Sekunden verteidigen. 1989 erreichte Daley noch einmal das Finale über 400 Meter und belegte den siebten Platz.

## Bestleistungen
- 200-Meter-Lauf: 20,67 Sekunden (1980)
- 400-Meter-Lauf: 45,29 Sekunden (1981)

Beide Leistungen hatten über 25 Jahre als panamaischer Landesrekord Bestand. Als 200-Meter-Landesrekordler ist Daley mittlerweile von Alonso Edward abgelöst worden.